# Mozilla Thunderbird
Mozilla Thunderbird е свободен имейл клиент с отворен код, който функционира и като мениджър на лична информация с календар, задачи, адресници, четец на RSS емисии, клиент за чат (IRC/XMPP/Matrix) и модул за четене на дискусионни групи.
Той е междуплатформен софтуер и се управлява от дъщерното дружество на Mozilla Foundation – MZLA Technologies Corporation). Thunderbird е независим проект, управляван от общността си, който се наблюдава от съвета на Thunderbird, който се избира от общността.
Тъй като Thunderbird е базиран на Mozilla Mail от Mozilla Application Suite, се използва Gecko двигателят. Използваната версия е едновременно по-бърза и с възможност за персонализиране. Тази програма е налична за Windows, GNU/Linux, macOS, FreeBSD и е преведена на много езици (включително и български).
Thunderbird поддържа протоколи като POP3, SMTP, IMAP, LDAP, NNTP и има вграден спам филтър, филтър за съобщения и проверка на правописа.
Също така е възможно да се промени външният вид с помощта на теми и да се разшири функционалността чрез инсталиране на добавки.